# Bürg (cráter)

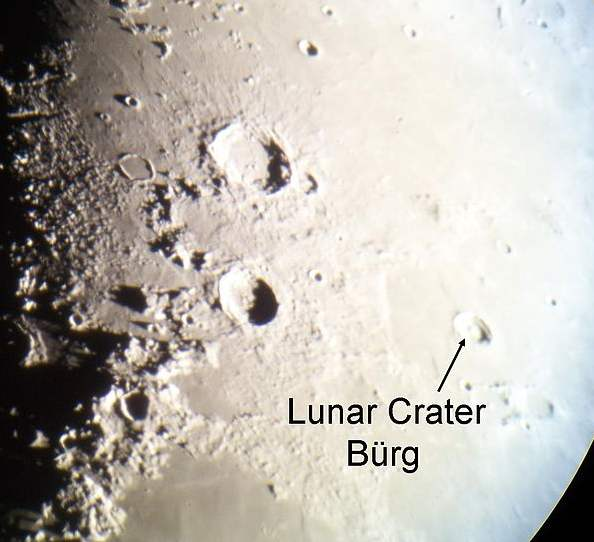
Localización de Bürg

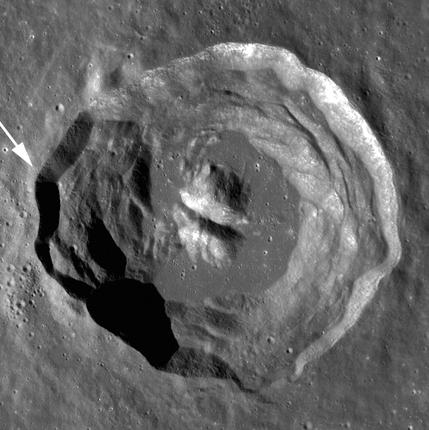
Fotografía de la misión Lunar Reconnaissance Orbiter

Burg o Bürg es un prominente cráter de impacto situado en la parte noreste de la Luna, dentro de la formación de los restos del cráter inundado de lava designado Lacus Mortis. Al sur y al sureste se hallan los cráteres Plana y Mason. Al oeste, más allá del borde del Lacus Mortis, aparece el destacado cráter Eudoxus.
|  |

El borde de Bürg es casi circular, con relativamente poco desgaste. El interior tiene forma de cuenco, con una gran montaña central en su punto medio. A lo largo de la cresta de la montaña algunos observadores han detectado un pequeño hoyo, en forma de cráter. El cráter tiene un sistema de rayos radial, y por lo tanto se le clasifica como parte del Periodo Copernicano.
Al oeste se encuentra un sistema de grietas denominadas Rimae Bürg, que se extiende a lo largo de una distancia de unos 100 kilómetros.
Bürg recibe su nombre de Johann Tobias Bürg, un profesor que descubrió la estrella compañera de Antares durante un evento de ocultación en 1819.

## Cráteres satélite
Por convención estos elementos son identificados en los mapas lunares poniendo la letra en el lado del punto medio del cráter que está más cerca de Bürg.
| |                              |          |
| \| Bürg \| Coordenadas \| Diámetro \| \| ---- \| ---------------------------- \| -------- \| \| A \| 46°48′N 33°06′E / 46.8, 33.1 \| 12 km \| \| B \| 42°36′N 23°30′E / 42.6, 23.5 \| 6 km \| |                              |          |
| Bürg | Coordenadas                  | Diámetro |
| A | 46°48′N 33°06′E / 46.8, 33.1 | 12 km    |
| B | 42°36′N 23°30′E / 42.6, 23.5 | 6 km     |